# Непременный совет
Непременный совет — высший совещательный орган Российской империи, учреждённый 30 марта (11 апреля) 1801 года и упразднённый в 1810 году; предшественник Государственного совета.
Состоял из двенадцати представителей титулованной знати при императоре Александре I (Д. П. Трощинского, П. В. Завадовского, А. Р. Воронцова, П. А. и В. А. Зубовых и др.), председателем был граф Н. И. Салтыков.
Совет мог опротестовывать действия и указы императора. В начале своей деятельности Непременный совет рассмотрел ряд важных вопросов и подготовил несколько реформ, в том числе указ о вольных хлебопашцах.
С учреждением министерств и Комитета министров в 1802 году на рассмотрение Непременного совета поступали маловажные и запутанные дела, а после учреждения Государственного совета Непременный совет был окончательно упразднён.